# Dita Von Teese
Dita Von Teese, geboren als Heather Renée Sweet (Rochester (Michigan), 28 september 1972), is een Amerikaanse burleske danseres en (fetisj)model. Ze is de ex-vrouw van zanger Brian Hugh Warner, beter bekend onder zijn pseudoniem Marilyn Manson.
Sweet is 1 meter 62 en heeft van zichzelf blond haar. Ze verft haar haren zwart en noemt zichzelf Dita, als eerbetoon aan de door haar zo bewonderde Duitse actrice Dita Parlo (eveneens een pseudoniem overigens, van Grethe Gerda Kornstädt). Zij zou hierbij mede geïnspireerd zijn door Madonna, die in 1992 in haar boek Sex en op haar album Erotica de zin "My name is Dita, I'll be your mistress tonight..." zou hebben gebruikt. In 1997 stond ze voor het eerst in Playboy en in 2002 stond ze op de omslag. Ze zou ook een pseudoniem achternaam moeten hebben en Dita zou in een telefoonboek de naam "Von Treese" hebben gevonden, die door Playboy "verkeerd" gespeld zou zijn als "Von Teese" en zo is de naam gebleven. Ook trad zij op in pornofilms onder de naam Bedroom Betty.

## Trivia
- In 2009 werkte Von Teese mee aan de actie Fashion Against AIDS van de modeketen H&M.
- Bij het Eurovisiesongfestival 2009 verleende Von Teese assistentie aan Duitsland voor de gelegenheidsband Alex Swings Oscar Sings bij het liedje Miss Kiss Kiss Bang.
- In 2010 werd Von Teese het nieuwe gezicht van Perrier.
- Von Teese speelde een gastrol in de tv-serie CSI, aflevering A Kiss Before Frying.
- Von Teese speelde een gastrol in de videoclip Ugly Boy van Die Antwoord.

- Biblioteca Nacional de España: XX5023772
- Bibliothèque nationale de France: cb15076577q (data)
- Gemeinsame Normdatei: 131631179
- International Standard Name Identifier: 0000 0001 1449 9760
- Library of Congress Control Number: n2004029378
- MusicBrainz: 86dc7431-cfe3-4deb-ab82-d9e72b84750f
- Nationale Bibliotheek van Tsjechië: js20070202015
- Nationale Bibliotheek van Polen: a0000003595610
- Nederlandse Thesaurus van Auteursnamen: 30091802X
- SNAC: w61v8f96
- Système universitaire de documentation: 13654438X
- Virtual International Authority File: 84261025
- WorldCat: E39PBJxGYkK7H37XMpxbRktkDq